# Marca ENEC
ENEC (acrònim de "European Norms Electrical Certification") és una empresa europea que es dedica a la certificació i auditoria de temes de seguretat elèctrica en productes elèctrics i electrònics. Fou creada l'any 1992. La seva seu està a Brussel·les, Bèlgica. Té oficines a 21 països i 25 laboratoris certificadors.

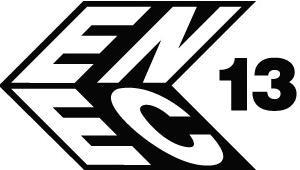
Fig.1 Logo de la marca ENEC, el número indica el laboratori certificador.

## Conceptes bàsics
- La marca ENEC és complementària a la marca CE que és obligatòria.[4]
- La marca ENEC és concedida per laboratoris independents al fabricant o importador del producte, per tant, és una garantia addicional de seguretat elèctrica (la marca CE pot ser declarada directament pel fabricant o importador del producte).[4]
- Llista de codis de laboratori:[5]

| Laboratori             | País       | Codi CB |
| ---------------------- | ---------- | ------- |
| OVE                    | Austria    | 11      |
| SGS Belgium            | Bèlgica    | 2       |
| EZÚ                    | Rep. Txeca | 21      |
| UL International DEMKO | Dinamarca  | 15      |
| SGS FIMKO              | Finlàndia  | 16      |
| LCIE                   | França     | 8       |
| TRPS                   | Alemanya   | 24      |
| TÜV Süd PS             | Alemanya   | 25      |
| VDE                    | Alemanya   | 10      |
| ELOT                   | Grècia     | 9       |
| MEEI                   | Hongria    | 18      |
| SNCH                   | Luxembourg | 7       |
| KEMA                   | Holanda    | 5       |
| NEMKO                  | Noruega    | 17      |
| CERTIF                 | Portugal   | 4       |
| SIQ                    | Eslovènia  | 22      |
| AENOR                  | Espanya    | 1       |
| Intertek SEMKO         | Suècia     | 14      |
| Electrosuisse          | Suïssa     | 13      |
| ITCL                   | Regne Unit | 19      |
| BSI                    | Regne Unit | 12      |

## Funcionament
La marca ENEC implica els següents procediments:
- Assaig i certificació del producte per un laboratori independent.
- ENEC realitza una inspecció anual de la fabricació del producte certificat.
- ENEC monitora l'ús del seu logotip (Fig.1) en el mercat.

## Normativa
Les normes de seguretat elèctrica més importants :
- Sistemes d'alarma:
  - EN 50131, EN 50133, EN 50134, EN 60839, EN 50136 : norma per a sistemes d'alarma
- Productes electrònics de consum:
  - EN 60730 : norma per a controls automàtics d'ús domèstic.
- Equipament àudio i vídeo:
  - EN 60065 : norma equis àudio, vídeo i similars.
- Equipament de la teconologia de la informació:
  - EN 60950 : norma d'equipament de la tecnologia de la informació.
- Electrodomèstics:
  - EN 61058 : norma d'interruptors per a aparells elèctrics.
  - EN 60320, EN 50075, EN 60309, : norma d'endolls.
  - EN 60335 : norma electrodomèstics.
- Il·lumicació:
  - EN 60598 : norma de lluminàries.
  - EN 62031 : norma mòduls Led.
  - EN 62471: norma de làmpades.
  - EN 60155 : norma de cebadors Arxivat 2016-12-15 a Wayback Machine. per a tubs fluorescents.
  - EN 61048, EN 61049 : norma de condensadors per a tubs fluorescents.
  - EN 60238, EN 60400, EN 60838, EN 61184 : norma de tipus de rosca.
  - EN 60968, EN 60969, EN 61050, EN 61558 norma de transformadors.
  - EN 60998, EN 60999 : norma de dispositius de connexlió.
  - EN 61347, EN 60921, EN 60921, EN 60929, : norma de balastres per a lluminàries.
  - EN 62384 : norma de balastres per a mòduls Led.
- Material d'instal·lació:
  - EN 60745 : norma d'eines portàtils amb motor elèctric.